# Miguel Ángel Angulo
Pour les articles homonymes, voir Angulo.
Miguel Ángel Angulo Valderrey est un footballeur international espagnol né le 23 juin 1977 à Oviedo, Asturies (Espagne). Il évolue au poste d'attaquant.

## Biographie
Il est notamment finaliste de la Ligue des champions lors de la saison 1999-2000.
Le 30 août 2009, il s'engage avec le Sporting Clube de Portugal pour une durée d'un an plus une année en option. Toutefois la fin de sa carrière est annoncée en décembre 2009.

## Palmarès

### Avec le FC Valence
- Finaliste de la Ligue des champions en 2000
- Vainqueur de la Coupe de l'UEFA en 2004
- Vainqueur de la Supercoupe de l'UEFA en 2004
- Champion d'Espagne en 2002 et en 2004
- Vainqueur de la Coupe d'Espagne en 1999 et en 2008
- Vainqueur de la Supercoupe d'Espagne en 1999

### Avec la sélection espagnole
- Médaille d'argent aux Jeux olympiques de 2000 avec l'équipe d'Espagne olympique